# Gössläktet
Gössläktet (Sander) tillhör familjen abborrfiskar. Det har ibland kallats för gäddabborre på grund av sin likhet med den obesläktade gäddan. Fem arter.

## Arter
- kanadagös (Sander canadensis) (Griffith och Smith, 1834)
- gös (Sander lucioperca) (Linné, 1758)
- svartahavsgös (Sander marinus) (Cuvier i Cuvier och Valenciennes, 1828)
- glasögongös (Sander vitreus) (Mitchill, 1818)
- volgagös (Sander volgensis) (Gmelin, 1789)